# Doug's 1st Movie
Doug's 1st Movie (Doug: O Filme, no Brasil; Doug: O Primeiro Filme, em Portugal) é  um filme de animação baseado na série animada Disney's Doug. O filme foi produzido pela Jumbo Pictures, e lançado pela Walt Disney Pictures em 1999.

## Dublagem
Original
- Tom McHugh - Doug Funnie
- Becca Lish - Judy Funnie, Sra. Funnie, Connie
- Fred Newman - Skeeter Valentine, Sr. Dink, Costelinha
- Chris Phillips - Roger Klotz, Boomer, Larry, Sr. Chiminy
- Alice Playten - Beebe Bluff, Elmo
- Doug Preis - Sr. Funnie, Sr. Bluff, Willie, Chalky
- Constance Shulman - Patti Mayonnaise
- Frank Welker - Herman Melville
- Guy Hadley - Guy Graham
- Eddie Korbich - Al & Moo Sleech
- David O'Brien - Narrador(Capitão Codorna)
- Doris Belack - Prefeita Tippi Dink
- Bruce Bayley Johnson - Sr. Swirley
- Fran Brill - Sra. Perigrew

Dublagem brasileira
- Fábio Lucindo - Doug
- Eleonora Prado - Patti Mayonnaise
- Marcelo Pissardini - Roger
- Adriana Pissardini - Beebe Bluff
- Raquel Marinho - Judy
- Cassius Romero - Sr. Dink
- Zaíra Zordan - Sra. Dink
- Fernanda Bullara - Connie
- Mauro Eduardo Lima - Chalk